# Joaquín Miguel Elizalde

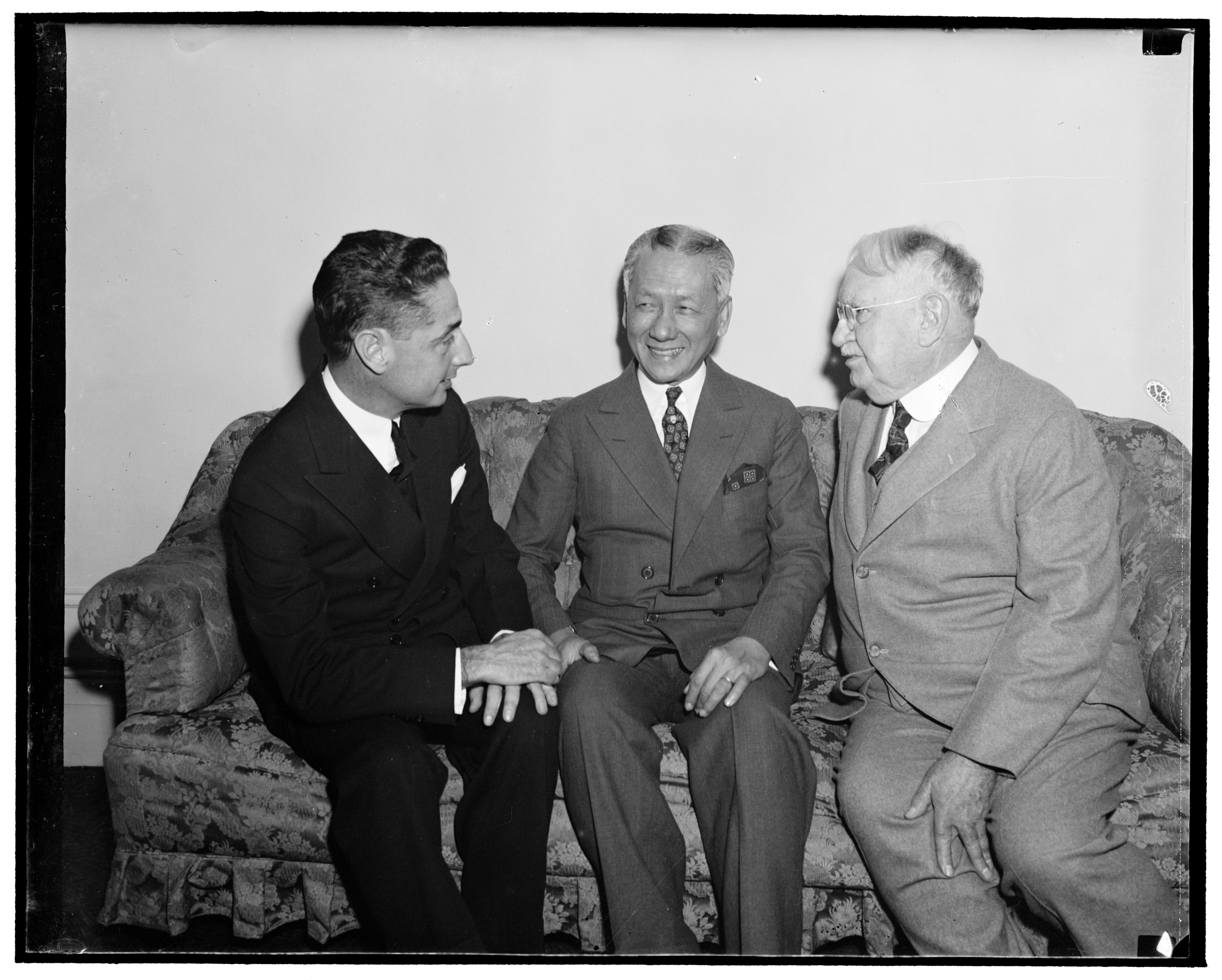
Joaquín Miguel Elizalde (links) mit dem damaligen philippinischen Vizepräsidenten Sergio Osmeña (Mitte) und dem amerikanischen Unternehmer John W. Hausermann (um 1938).

Joaquín Miguel Elizalde (* 2. August 1896 in Manila; † 9. Februar 1965 in Washington, D.C.) war ein philippinischer Politiker. Zwischen 1938 und 1944 vertrat er die Philippinen als Delegierter (Resident Commissioner) im Repräsentantenhaus der Vereinigten Staaten; später wurde er Außenminister seines Landes.

## Werdegang
Joaquín Elizalde besuchte, wie sein Bruder Fred Elizalde das St. Joseph’s College in London und dann das Dr. Schmidt’s Institute in St. Gallen. Danach war er als Industrialist und Finanzmakler tätig. In den Jahren 1937 und 1938 fungierte er als wirtschaftlicher Berater des philippinischen Präsidenten Manuel Quezon. Zwischen 1937 und 1941 sowie nochmals in den Jahren 1952 und 1953 war er Mitglied des philippinischen Regierungsrates (Council of State). Er war auch Major der Reserve der philippinischen Kavallerie.
Nach dem Rücktritt von Quintín B. Paredes wurde Elizalde als dessen Nachfolger zum nicht stimmberechtigten Kongressdelegierten im Kongress in Washington gewählt, wo er am 29. September 1938 sein neues Mandat antrat. Dieses Amt konnte er bis zu seinem Rücktritt am 9. August 1944 bekleiden. In diese Zeit fiel die japanische Expansion im Zweiten Weltkrieg, während der er auch die Philippinen von japanischen Truppen besetzt wurden. Von 1941 und 1944 war Elizalde auch Mitglied des Exil-Kriegskabinetts von Präsident Quezon.
Nach Erlangung der philippinischen Unabhängigkeit war Joaquín Elizalde zwischen 1946 und 1950 Vorstandsmitglied des Internationalen Währungsfonds sowie bei der Internationalen Bank für Wiederaufbau und Entwicklung. Von 1946 bis 1952 war er auch Botschafter seines Landes in den Vereinigten Staaten; in den Jahren 1952 und 1953 hatte er als Nachfolger von Carlos P. Rómulo das Amt des philippinischen Außenministers inne. Zwischen 1956 und 1965 war er wirtschaftlicher Berater im Rang eines Botschafters der philippinischen UNO-Delegation. Zu der Zeit lebte er in Adamstown (Maryland). Er starb am 9. Februar 1965 in Washington und wurde in Carrollton Manor in Maryland beigesetzt.